# Bourg-Lastic
Bourg-Lastic település Franciaországban, Puy-de-Dôme megyében. Lakosainak száma 873 fő (2022. január 1.). Bourg-Lastic Messeix, Feyt, Laroche-près-Feyt, Monestier-Merlines, Briffons, Lastic, Saint-Germain-près-Herment és Saint-Sulpice községekkel határos.

## Népesség
A település népességének változása:
| Lakosok száma | 890  | 881  | 902  | 877  | 872  | 865  | 867  | 870  | 873  |
|               | 2013 | 2015 | 2016 | 2017 | 2018 | 2019 | 2020 | 2021 | 2022 |